# 铃铛子
铃铛子（学名：Anisodus luridus）为茄科山莨菪属的植物。分布在尼泊尔、印度、不丹、锡金以及中国大陆的西藏、云南等地，生长于海拔3,200米至4,200米的地区，多生长于草坡及山地溪旁，目前尚未由人工引种栽培。

## 别名
藏茄（云南） “唐冲那薄”（藏语译音） 山箊（西藏） 喜马拉雅东莨菪

## 异名
- Anisodus luridus Link et Otto var. fischerianus (Pascher) C. Y. Wu et C. Chen ex C. Chen et C. L. Chen
- Anisodus mairei (Levl.) C. Y. Wu et C. Chen ex C. Chen et C. L. Chen